# Requiem (per un sogno)
Requiem (per un sogno) è il primo album in studio della cantautrice italiana Maria Tomba, pubblicato il 14 febbraio 2025 con doppia etichetta Isola degli Artisti e ADA Music Italy.
L'album contiene il brano Goodbye (voglio good vibes) che, dopo essere stato presentato in concorso ad Area Sanremo, ha permesso all'artista di qualificarsi tra i concorrenti di Sanremo Giovani 2024, dove è riuscita a piazzarsi tra i finalisti e permettendole di partecipare al Festival di Sanremo 2025 nella sezione delle "Nuove proposte", venendo eliminata nella semifinale della seconda serata del 12 febbraio.

## Descrizione
Il progetto discografico si compone di dieci tracce scritte dalla stessa Maria Tomba con la collaborazione di autori e produttori, tra cui Leonardo Caucci Molara, Miriade, Nerium, Kemonia, kOkeshi e Viez.

## Tracce
1. Macerie (Intro) – 1:29 (testo: Maria Tomba – musica: Maria Tomba, Leonardo Caucci Molara)
2. Dirty no – 2:13 (testo: Giulia Guerra, Salvatore Mineo – musica: Maria Tomba, Mirko Guerra, Leonardo Caucci Molara, Salvatore Mineo)
3. Disastro – 2:40 (testo: Salvatore Mineo – musica: Maria Tomba, Martina Scorsone, Mirko Guerra, Noemi Bruno, Salvatore Mineo)
4. Malefica – 2:37 (testo: Francesco Peppacena, Giulia Guerra, Salvatore Mineo – musica: Maria Tomba, Carlo Avarello, Francesco Peppacena, Giulia Guerra, Mirko Guerra, Salvatore Mineo)
5. Van Gogh – 2:35 (testo: Maria Tomba – musica: Maria Tomba, Annalisa Andreoli, Leonardo Caucci Molara, Tatiana Mele)
6. La donna del lago – 2:17 (testo: Maria Tomba, Salvatore Mineo – musica: Maria Tomba, Leonardo Caucci Molara)
7. Appesa a un filo – 2:31 (testo: Maria Tomba – musica: Maria Tomba, Annalisa Andreoli, Tatiana Mele)
8. Always – 4:00 (Bon Jovi)
9. Goodbye (voglio good vibes) – 2:22 (testo: Maria Tomba, Alfredo Bruno, Giulia Guerra, Salvatore Mineo – musica: Maria Tomba, Alfredo Bruno, Mirko Guerra, Salvatore Mineo)
10. Arcobaleno (Outro) – 1:00 (testo: Maria Tomba, Salvatore Mineo – musica: Maria Tomba, Leonardo Caucci Molara)